# Safety (Dima Bilan)
Safety è un singolo del cantante russo Dima Bilan che vede la collaborazione della cantautrice statunitense Anastacia pubblicato solo per il mercato russo e limitrofi.
La canzone viene pubblicata ufficialmente con il live ai Muz-TV 2010 in Russia l'11 giugno 2010.

## Video
Il video inizia con Dima Bilan che viene paparazzato da un fotografo invadente, che fa esasperare Bilan al punto da fargli rompere la macchinetta fotografica del fotografo. La scena seguente prosegue con Bilan che canta su una poltrona di pelle nera mentre si vede per un momento Anastacia, la scena riprende con Bilan che si divide tra il ballare davanti a un muro e il cantare su una poltrona, mentre nel video si introduce un nuovo personaggio, una donna che guida una macchina mentre Anastacia canta davanti ad un muro marrone. La guidatrice investe Bilan mentre passeggiava e cerca subito di soccorrerlo, appena Bilan viene investito, Anastacia diventa "narratrice" si sposta dal muro all'incidente. La guidatrice porta Bilan a casa sua e ci si stabilizza per 3 giorni, i due nel poco tempo che trascorrono insieme si innamorano e copulano. Il video termina con Anastacia e Bilan che scendono da una macchina cantando per recarsi ad teatro al chiuso per duettare davanti ad una platea gremita.

## Classifiche
| Classifica (2010) | Posizione massima |
| ----------------- | ----------------- |
| Russia            | 20                |
| Ucraina           | 67                |